# 危機一髪! 西半球最後の日
危機一髪！西半球最後の日（ききいっぱつ！にしはんきゅうさいごのひ、英:Project X）は、1968年に公開されたSF映画。 
製作、監督ウィリアム・キャッスル。出演クリストファー・ジョージ、グレタ・ボールドウィン、ヘンリー・ジョーンズ、モンテ・マーカム。 

## あらすじ
22世紀、中国アジア連合に潜入した歴史学者のヘンリー・アーノルドは、機密情報を得て脱出する。西側連合は、彼から情報を引き出そうとするも、情報漏洩防止のために脳に仕掛けられたサイコ・バリアによってうまくいかなかった。
14日後に何かが起きるという情報を得た西側連合は、彼の専門が1960年代であることに着目し、強盗一味のアランだと思い込ませてバリアを解除させようとする。

## キャスト
| 役名                   | 俳優                         | 日本語吹替                                |
| 役名                   | 俳優                         | 東京12ch版                                |
| ---------------------- | ---------------------------- | ----------------------------------------- |
| クラウサー博士         | ヘンリー・ジョーンズ         | 千葉順二                                  |
| ヘイゲン・アーノルド   | クリストファー・ジョージ     | 岩名雅記                                  |
| リー・クレイグ         | フィリップ・パイン           | 仁内建之                                  |
| ホルト中佐             | ハロルド・グールド           | 寺島幹夫                                  |
| カウエン大佐           | イヴァン・ボーナー           | 日高晤郎                                  |
| カレン・サマーズ       | グレタ・ボールドウィン       | 麻上洋子                                  |
| グレゴリー・ガレア     | モンテ・マーカム             | 岡部政明                                  |
| トニー・ベリティ博士   | リー・デラノ                 | 嶋俊介                                    |
| ジョージ・タービン博士 | ロバート・クリーヴス         | 峰恵研                                    |
| シビル・デニス         | シェイラ・バートルド         | 沢田敏子                                  |
| センチュウ             | ケイ・ルーク                 | 辻村真人                                  |
| ストーヴァー           | パトリック・ライト           | 叶年央                                    |
| 監督官                 | メアリー・エスター・デンバー | 畠山洋子                                  |
|                        |                              |                                           |
| 演出                   | 演出                         | 蕨南勝之                                  |
| 翻訳                   | 翻訳                         | 井場洋子                                  |
| 効果                   | 効果                         | TFCグループ                               |
| 調整                   | 調整                         | 中里勝範                                  |
| 制作                   | 制作                         | 東北新社                                  |
| 解説                   |                              |                                           |
| 初回放送               | 初回放送                     | 1976年2月3日 『火曜名画劇場』 21:00-22:25 |